# Lipowa Góra (Grunwald)
Pour les articles homonymes, voir Lipowa Góra.
Lipowa Góra est un village polonais de la voïvodie de Varmie-Mazurie, dans le powiat d'Ostróda.